# Producció de cafè a Haití
A Haití es produeix cafè des de l'època de la seva colonització per França al segle xvii, junt amb la producció de sucre i de tabac ha estat un dels principals productes agrícoles cultivats a Haití i de l'economia del país. El cafè a haití es produeix principalment en petites explotacions familiars conegudes com a pèti plantè en l'idioma creole haitià. Es produeix a les zones muntanyenques de Chaîne de la Selle i Massif de la Hotte.
L'any 1788, Haitì produïa la meitat del cafè del món.
La producció de cafè a haití ha experimentat diversos cicles d'expansió i contracció des de 1850 i fins i tot,per aquestes oscil·lacions, es va arribar a cremar el cafè produït per fer-ne carbó vegetal, esperant que així milloressin els preus. A la dècada de 1980 el 66% de la població del país estava ocupada en l'agricultura. Amb la implementació de la política del comerç just el perfil del cafè haitià ha crescut.
Els desastres naturals, l'erosió del sòl i la desforestació han afectat a la baixa la producció de cafè a Haití.